# Soarele și Luna
«Soarele și Luna» — песня молдавского певца Паши Парфения в жанре этно-поп, представлявшая Молдову на музыкальном конкурсе «Евровидение 2023» в Ливерпуле.

## На «Евровидении-2023»
4 марта 2023 года, Паша Парфений выступил в финале национального отбора Молдовы, где объединенным голосованием жюри и телеголосованием он был выбран победителем среди 10 участников. Павел Парфений со своей песней «Soarele și Luna» («Солнце и луна») выступил в первом полуфинале, который прошёл 9 мая в Ливерпуле и отобрался в финал (там же, 13 мая)

## Композиция
| №  | Название          | Автор(ы)                                      | Длительность |
| -- | ----------------- | --------------------------------------------- | ------------ |
| 1. | «Soarele și Luna» | Павел Парфений, Андрей Вулпе, Юлиана Парфений | 2:58         |